# 28 týdnů poté
28 týdnů poté je britsko-španělský hororový sci-fi film z roku 2007, který režíroval Juan Carlos Fresnadillo. Jedná se o pokračování filmu 28 dní poté.

## Děj
Po šesti měsících vyhladil virus všechny obyvatele Velké Británie, většina ze zombií vyhladověla a nezbylo živáčka. S vyhlášením vítězství armády nad virem začali všichni uprchlíci obydlovat části Londýna. Don Harris se svými dvěma dětmi také přežil, ovšem netuší, že přežila i jeho, nyní nakažená, manželka Alice, kterou najdou Donovy děti, když si chtějí tajně vzít věci ze svého bývalého bydliště. Když se s ní Don setká, netuší, že i slinami se lze nakazit, a jediný polibek způsobí znovurozšíření epidemie po Londýně.

## Obsazení
| Robert Carlyle      | Don Harris   |
| Catherine McCormack | Alice Harris |
| Rose Byrne          | Scarlet      |
| Amanda Walker       | Sally        |
| Shahid Ahmed        | Jacob        |
| Jeremy Renner       | Doyle        |
| Harold Perrineau    | Flynn        |
| Emily Beecham       | Karen        |